# Gebufferde azijn
Gebufferde azijn is een toevoeging aan voedsel om de zuurgraad constant te houden. In tegenstelling tot de naam is het geen buffer in de exacte chemische betekenis omdat het niet uit azijnzuur en zijn zouten (acetaten) bestaat.
Gebufferde azijn (E267) wordt verkregen uit azijn en toegevoegde natrium- en kaliumhydroxiden (E524-525) en natrium- en kaliumcarbonaten (E500-501). Het wordt gebruikt als alternatief voor bestaande conserveermiddelen en zuurteregelaars, zoals azijnzuur en zouten daarvan (E 260-263). Door het bufferen wordt de pH-waarde hoger en kan het toegepast worden als conserveermiddel of zuurteregelaar in diverse levensmiddelen, zonder dat de kwaliteit van die levensmiddelen negatief beïnvloed wordt.